# Платани (река)
Пла́тани (Алико, устар. Галик, др.-греч. Ἅλυκος, итал. Platani) — река на острове Сицилия. Длина реки — 84 км, площадь водосборного бассейна — 1784 км².
Берёт начало на Небродских горах. Находится на западе острова. Река впадает в Сицилийский пролив, при городе Гераклее-Миное. Пятая по протяжённости река на острове.
Мощность речного потока в зависимости от сезона сильно отличается.
В своем течении она встречает соляные источники, почему, вероятно, и получила своё греческое название Галик.
На значительном протяжении служила границей между областями карфагенян и эллинов в Сицилии.